# 長蒴簑蘚
長蒴簑蘚（学名：[Macromitrium cylindrothecium] 错误：{{Lang}}：文本有斜体标记（帮助））为木靈蘚科簑蘚屬下的一个种。

## 扩展阅读
- 維基物種上的相關：長蒴簑蘚